# احسان علیخانی
احسان علیخانی (زادهٔ ۱۵ آبان ۱۳۶۱ در تهران) تهیه‌کننده و مجری تلویزیونی ایرانی است. او دانشجوی دکتری جامعه‌شناسی در دانشگاه تهران است. نخستین برنامهٔ زنده‌ای که به عنوان مجری فعالیت کرده است در سال ۱۳۸۰ بوده است. او اجراهای برنامه‌هایی مانند صبح آمد، ماه عسل (۱۳۸۶–۱۳۹۷)، سه ستاره (۱۳۹۲–۱۳۹۵)، بهار نارنج (۱۳۹۳–۱۳۹۶) و عصر جدید (۱۳۹۷–۱۴۰۱) را برعهده داشته است و همچنین مجموعهٔ واقع‌نمای جوکر (۱۴۰۰) را کارگردانی و تهیه‌کنندگی کرده است.
علیخانی نخستین بار در برنامه تلویزیونی پسرهای ایرونی به عنوان مجری، جلوی دوربین رفت و پس از اجرای برنامه جزر و مد با برنامهٔ ماه عسل به شهرت رسید. وی در حال حاضر فعالیت خود را در تلویزیون به عنوان کارگردان، تهیه‌کننده و مجری برنامهٔ استعدادیابی به نام عصر جدید ادامه می‌دهد که تاکنون سه فصل از آن ساخته و پخش شده است. علیخانی تجربه سرمایه‌گذاری و تهیه‌کنندگی در فیلم‌های بدون تاریخ، بدون امضاء (۱۳۹۵) و برف آخر (۱۴۰۰) را در کارنامه دارد.

## شروع فعالیت
او در دفتر یکی از فیلمسازان به عنوان یکی از اعضای گروه صحنه و دستیار کارگردان فعالیتش را آغاز کرد، سپس به تلویزیون وارد شد و به ساخت کارهای تبلیغاتی، تیزرسازی و مستندهای کوتاه مشغول شد. نخستین بار در برنامه تلویزیونی «پسرهای ایرونی» به عنوان مجری، جلوی دوربین رفت و بعد از اجرای برنامه «جزر و مد» با «ماه عسل» یک چهره شد. 

## بازیگری
او در سریال پرونده‌های مجهول به کارگردانی جمال شورجه هم کار بازیگری را برعهده داشت و هم دستیار کارگردان بود. می‌گوید نقش خیلی بدی داشتم و به عنوان مواد فروش پارک، نقش اول‌های سریال را معتاد می‌کردم.

## اجرا و برنامه‌سازی
- شفرونی «مجری» (فیلیمو)
- جوکر «کارگردان» (فیلیمو)
- عصر جدید «مجری و تهیه‌کنندهٔ برنامه» (شبکه ۳)
- استودیو عصر جدید «مجری و تهیه‌کنندهٔ برنامه» (شبکه ۳)
- هشتگ عصر جدید «مجری و تهیه‌کنندهٔ برنامه» (شبکه ۳)
- عصر جدید «مجری و تهیه‌کنندهٔ برنامه» (ویژه برنامهٔ تحویل سال ۱۳۹۸، ۱۴۰۰ و ۱۴۰۱ شبکه ۳)
- مستند عصر جدید «مجری، تهیه‌کننده و کارگردان مستند» (شبکه ۳)
- عصر جدید آنلاین «تهیه‌کنندهٔ برنامه» (روبیکا)
- بهار نارنج «مجری و تهیه‌کنندهٔ برنامه» (ویژه برنامهٔ تحویل سال ۱۳۹۷ شبکه ۳)
- داور بخش مستند سومین جشنواره فیلم سما (۱۳۹۶)[۵]
- تهیه‌کنندهٔ فیلم سینمایی (بدون تاریخ، بدون امضاء) - ۱۳۹۵
- مجری اختتامیه نخستین جشنواره فیلم سلامت (۱۳۹۵)[۶]
- مجری اختتامیه سومین جشنواره فیلم و عکس فناوری و صنعتی (۱۳۹۴)[۷]
- ماه عسل (۱۳۸۶، ۱۳۸۷، ۱۳۸۸، ۱۳۹۰، ۱۳۹۲، ۱۳۹۳، ۱۳۹۴، ۱۳۹۵، ۱۳۹۶، ۱۳۹۷)[۸]
- طراح، تهیه‌کننده و مجری برنامهٔ ماه عسل (ویژه برنامهٔ ماه رمضان شبکه سه) سال‌های ۱۳۹۲، ۱۳۹۳، ۱۳۹۴، ۱۳۹۵، ۱۳۹۶،[۹] ۱۳۹۷
- سه ستاره «مجری و تهیه‌کنندهٔ برنامه» (ویژه برنامهٔ انتخاب بهترین‌های تلویزیون در سال‌های ۱۳۹۳، ۱۳۹۵، ۱۳۹۶ از نگاه مردم)
- سه ستاره (۱۳۹۳)
- مجری اختتامیه ششمین جشنواره فیلم‌های دانشجویی(۱۳۹۳)[۱۰]
- تهیه‌کننده و مجری ویژه برنامهٔ تحویل سال شبکه سه از سال ۱۳۸۷ تا ۱۳۹۸
- پشت صحنه (۱۳۹۱، ۱۳۹۲)
- مجری اختتامیه سومین جشنواره جام جم (۱۳۹۲)[۱۱]
- مجری اختتامیه بیست و هشتمین جشنواره موسیقی فجر (۱۳۹۱)[۱۲]
- مجری نخستین جشن سالانه موسیقی ما (۱۳۹۱)[۱۳]
- بهار نارنج (ویژه برنامهٔ تحویل سال ۱۳۹۴)
- دو نیمه سیب (۱۳۹۰، ۱۳۹۱، ۱۳۹۲)
- جزر و مد (۱۳۸۴، ۱۳۸۵)
- صبح آمد (۱۳۸۳)
- صبح بخیر ایران
- پسرای ایرونی (تابستان ۱۳۸۳)
- قله‌های افتخار
- باشگاه مهرورزان
- تهیه‌کنندهٔ برنامه‌های محرمانه - عطر بارون – مثل هیچ‌کس – نور بالا – لطفاً ملاحظه شود
- کارگردانی مستندهای شیخ بهایی – المپیاد فیزیک اصفهان
- کارگردانی ۲ دورهٔ جشن سالگرد شبکه سه
- کارگردانی ۲ دورهٔ جشن قهرمان قهرمانان
- بیستمین جشن حافظ «مجری مراسم»

## جوایز
| سال  | جوایز                           | دسته‌بندی                                   | کار               | نتیجه |
| ---- | ------------------------------- | ------------------------------------------ | ----------------- | ----- |
| ۱۴۰۳ | بیست و سومین جشن حافظ           | بهترین چهره تلویزیونی                      | جوکر ۲            | برنده |
| ۱۳۹۹ | فناوری و تلویزیون دیجیتال       | بهترین چهره برنامه‌های تلویزیونی ۱۳۹۹       | عصر جدید          | برنده |
| ۱۳۹۹ | فیلم نیوز و سینما دیلی          | بهترین چهره تلویزیونی سال                  | عصر جدید          | برنده |
| ۱۳۹۹ | فناوری و تلویزیون دیجیتال       | بهترین چهره مرد دهه ۹۰                     | عصر جدید، ماه عسل | برنده |
| ۱۳۹۹ | بیستمین جشن حافظ                | بهترین چهره تلویزیونی                      | عصر جدید          | برنده |
| ۱۳۹۸ | همشهری جوان                     | چهره سال ۹۸ تلویزیون ایران از نگاه مخاطبان | عصر جدید          | برنده |
| ۱۳۹۸ | صدا و سیما                      | محبوب‌ترین مجری تلویزیونی                   | عصر جدید          | برنده |
| ۱۳۹۷ | پنجمین جشنواره تلویزیونی جام جم | بهترین مجری تلویزیونی                      | ماه عسل، عصر جدید | برنده |
| ۱۳۹۷ | صدا و سیما                      | بهترین مجری برنامه‌های تحویل سال            | بهار نارنج        | برنده |
| ۱۳۹۶ | هفدهمین جشن حافظ                | بهترین چهره تلویزیونی                      | ماه عسل           | برنده |
| ۱۳۹۲ | سومین جشنواره تلویزیونی جام جم  | بهترین مجری برنامه‌های گفتگومحور            | ماه عسل           | برنده |